# 安達臣道
安達臣道（英語：Anderson Road，前稱晏打臣道）是香港東部一條道路，坐落於大上托新界及九龍交界線上面，亦是觀塘區與西貢區的分界線。安達臣道本來連接清水灣道和寶琳路，但該功能現時由安秀道取代。
安達臣道由茶寮坳對上、清水灣道與新清水灣道交接之處開始，向東南伸延至蕉欄樹，然後於秀茂坪對上位置向東走，最後於馬游塘連接寶琳路。整條道路建於大上托安達臣道石礦場西南面山腰。2014年3月，安達臣道被分成兩段，北端連接清水灣道及安達臣道9號，南端則由安達臣道9號後面開始，以寶琳路作終點。分成兩段後，北端的安達臣道為一條掘頭路，南端的安達臣道連接新的安秀道，作為來往清水灣及秀茂坪的通道。2016年1月，北端的掘頭路正式封閉。
自2018年起，隨著位於安達臣道上方的安達臣道石礦場發展計劃開展，安達臣道由安泰邨上方至靈實恩光學校一段已經消失，而餘下由安達臣道9號起的路段，將來在完成舊石礦場用地基建工程後，會在石礦公園西北面新設迴旋處作掉頭之用；而南段則通過隧道，接駁至建於岩洞的歷史檔案中心及工務中央試驗所。至此，安達臣道將分為南、北兩段；當中，北段曾於2021年擬改名為「安碧道」，但因不明緣故而於兩年後恢復舊名。至於舊石礦場發展區內主幹道路的角色，已由新建的安愉道及安健道取代。

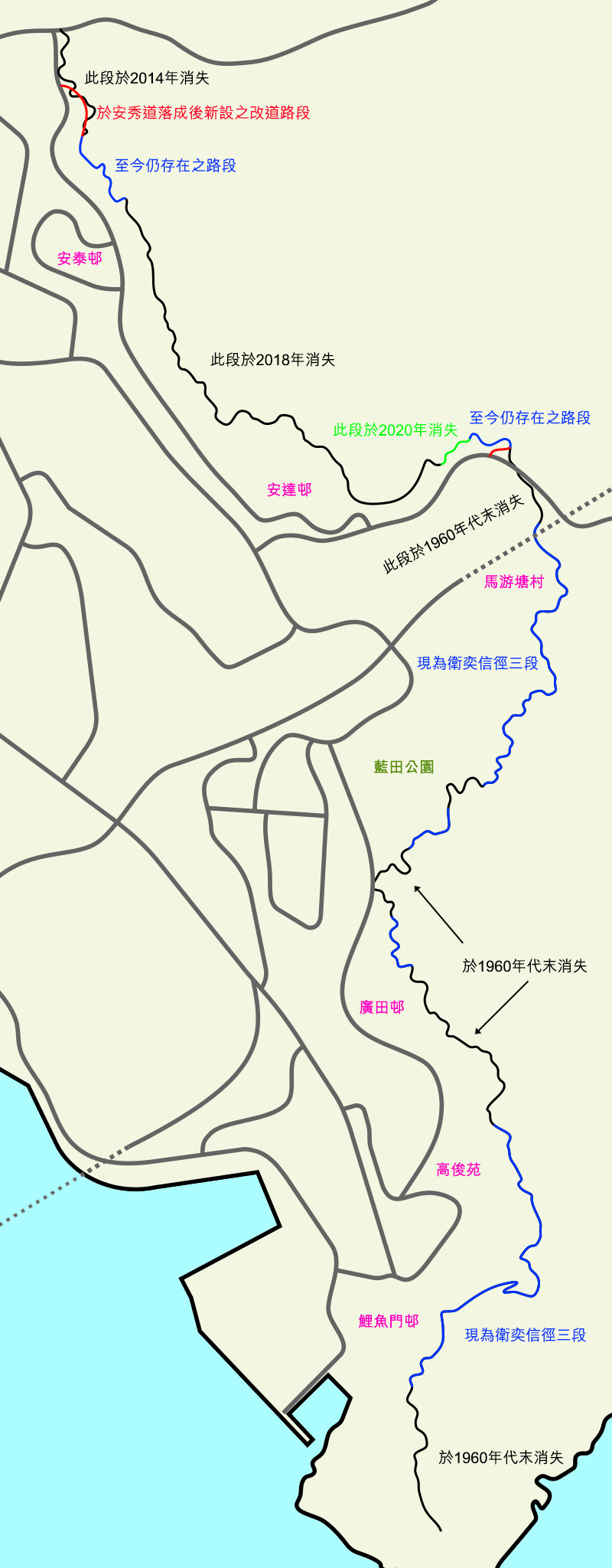
原安達臣道地圖，描繪了1960年代該道路完整的路線，現有道路以灰色標示

## 歷史

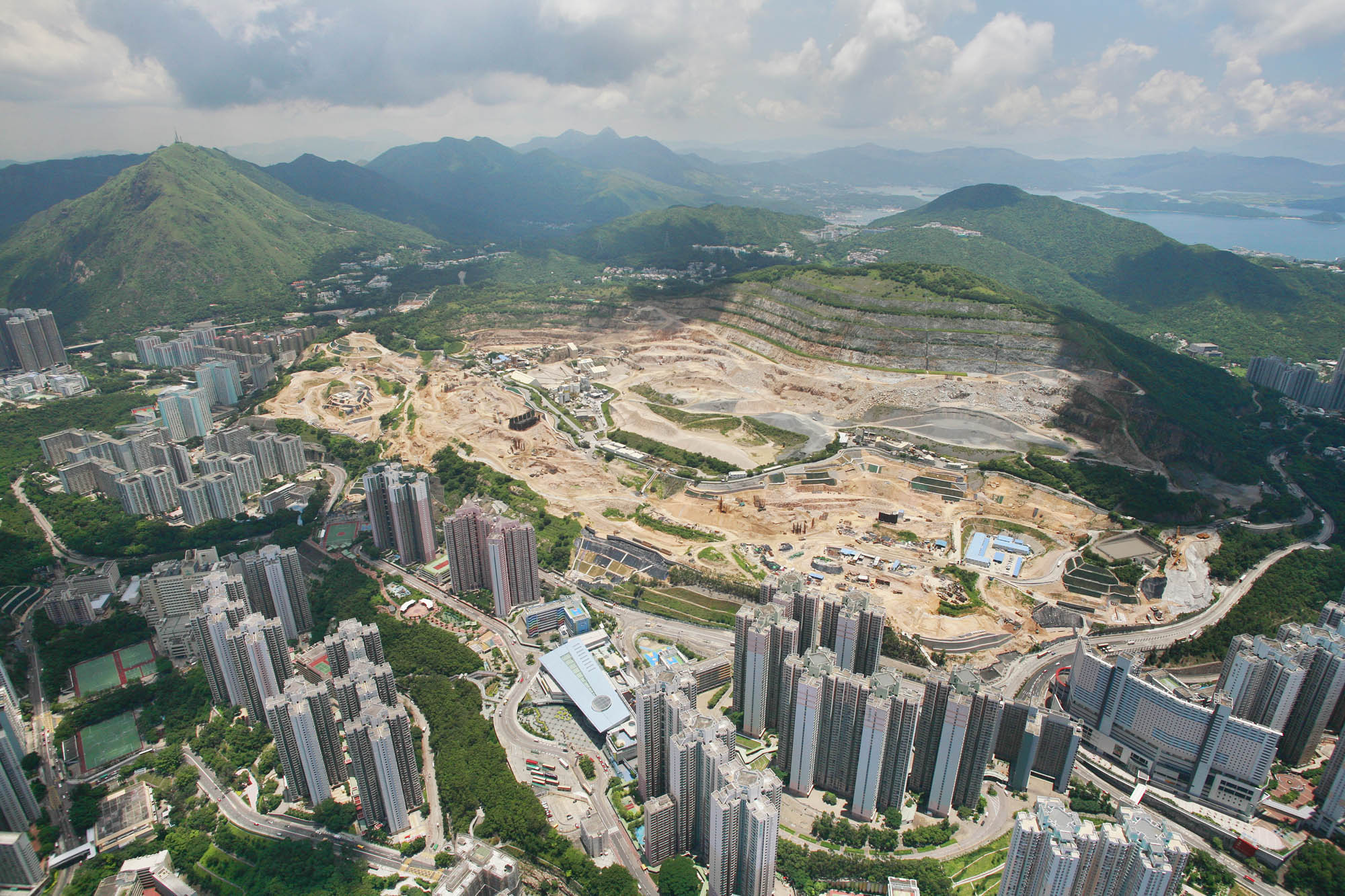
光禿禿之山腰就是安達臣道石礦場

昔日安達臣道在馬游塘之後向南伸延，至山下的三家村一帶為止。現時通往將軍澳華人永遠墳場的行車道也曾經是安達臣道的一部分。

## 公共交通
自從前往調景嶺的90號巴士在1996年10月取消，及同年新界區專線小巴12線改經秀茂坪道及順利邨道後，現時已無途經安達臣道的公共交通，但可以乘搭經過安秀道、寶琳路或清水灣道的巴士或小巴，在安達臣道路口的分站下車前往。

## 相關參見
- 安達臣道發展計劃
- 安達臣道石礦場發展計劃

## 資料來源
1. ↑   (PDF).   [2011-08-07]. （原始内容存档 (PDF)于2018-11-22）.
2. 1 2 3  ［徵相］ 舊調景嶺巴士總站 - 巴士多媒體展示區 (B3)  （页面存档备份，存于） HKiTalk.net - 參看第115帖 (第八頁) 的街道圖
3. ↑   (PDF).   [2019-04-10]. （原始内容 (PDF)存档于2018-10-09）.
4. ↑   (PDF).   [2021-10-22]. （原始内容存档 (PDF)于2022-02-24）.
5. ↑  全走安達臣道 Anderson Road （页面存档备份，存于） 天行足跡《全走安達臣道》

## 外部連結
- 中原地圖：安達臣道的位置 （页面存档备份，存于）